# Thomas Davis (homme politique irlandais)
Pour les articles homonymes, voir Thomas Davis.
Thomas Osborne Davis (14 octobre 1814 - 16 septembre 1845) est un écrivain irlandais ; avec Charles Gavan Duffy et John Blake Dillon, rédacteur en chef fondateur de The Nation, l'organe hebdomadaire de ce qui devient le mouvement Young Ireland. Tout en embrassant la cause commune d'un gouvernement national représentatif pour l'Irlande, Davis s'oppose au leader nationaliste Daniel O'Connell en plaidant pour l'éducation commune ("mixte") des catholiques et des protestants et en préconisant l'irlandais comme langue nationale.

## Jeunesse

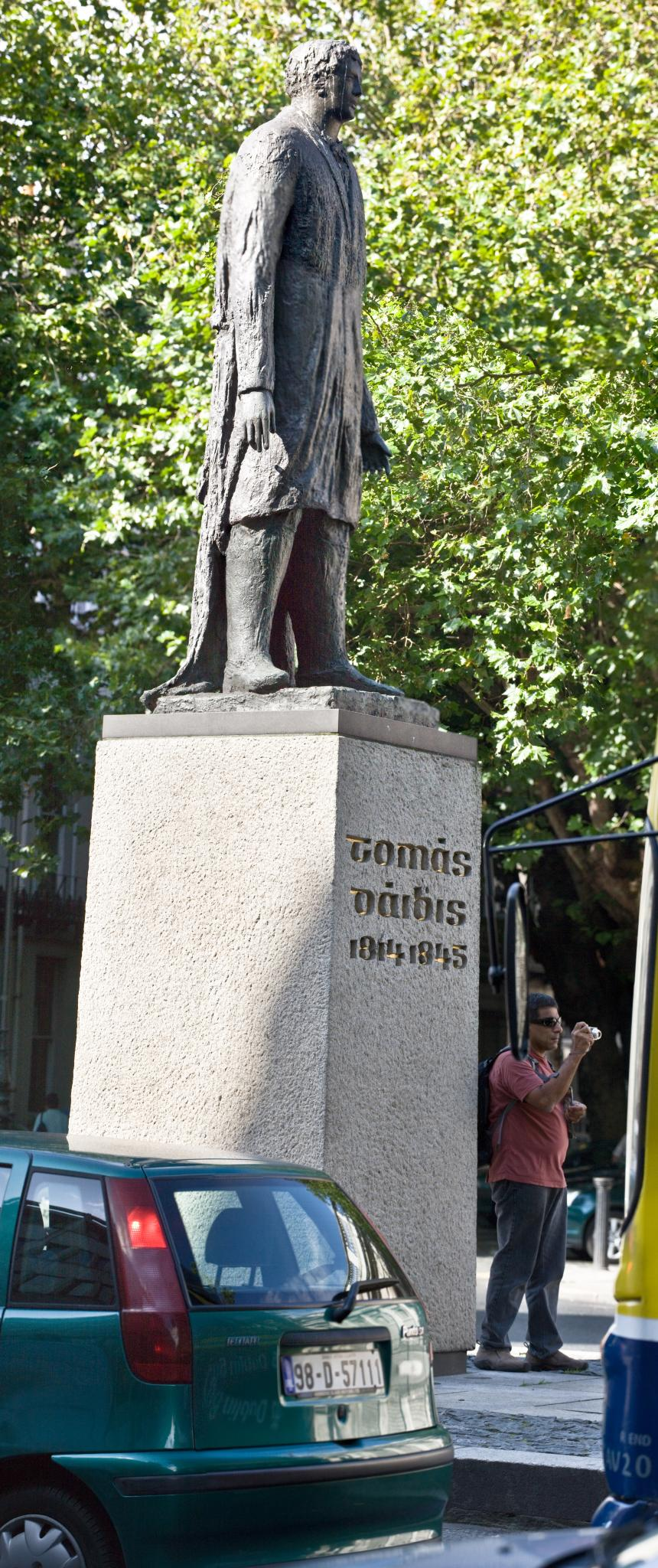
Thomas Davis

Thomas Davis est né le 14 octobre 1814, à Mallow, comté de Cork, quatrième et dernier enfant de James Davis, chirurgien gallois de la Royal Artillery basé depuis de nombreuses années à Dublin, et d'une mère irlandaise. Son père est mort à Exeter un mois avant sa naissance, en route pour servir dans la guerre péninsulaire. Sa mère est protestante, mais également apparentée aux chefs du clan O'Sullivan de Beare, membres de la noblesse gaélique d'Irlande.
Sa mère a assez d'argent pour vivre seule et retourne à Dublin en 1818, s'installant au 67 Lower Baggot Street en 1830, où Davis vit jusqu'à sa mort en 1845. Il fréquente l'école de Lower Mount Street, puis étudie au Trinity College de Dublin. Il devient auditeur de la College Historical Society et obtient son diplôme en 1835 avec un diplôme en logique. De 1836 à 1838, il étudie le droit à Londres et en Europe ; bien qu'il ait obtenu son diplôme d'avocat en 1838, il n'a jamais exercé.

## Nationaliste culturel
Davis est considéré comme l'un des premiers représentants en Irlande de ce qui est depuis compris comme un nationalisme culturel. Contrairement au républicanisme painite des années 1790, et au mélange d'utilitarisme benthamite et de dévotion catholique qui caractérise la direction du mouvement national par O'Connell, Davis s'inspire de l'étude de la civilisation gaélique, chrétienne et préchrétienne.
En tant que protestant, Davis prêche l'unité religieuse, s'appuyant souvent sur les idées civiques et d'illumination promues par les Irlandais unis avant la rébellion de 1798. Mais il est également fortement influencé par le nationalisme romantique et par les idées de Johann Gottfried von Herder (1744-1803), qui soutient que la nationalité n'est pas génétique mais le produit du climat, de la géographie et de l'inclination.
En septembre 1842, il fonde le journal The Nation avec Charles Gavan Duffy et John Blake Dillon. Apparemment conçu pour soutenir la campagne d'O'Connell pour l'abrogation de l'Union de 1801, Davis en fait un véhicule pour promouvoir la langue irlandaise et une identité culturelle irlandaise distincte de celle de la Grande-Bretagne. Cette effort peut être vue dans plusieurs lettres écrites peu de temps avant sa mort en 1843, qui mettent l'accent sur le caractère unique de la campagne irlandaise et de ses habitants en tant que "personne montante et non déclinante".
Son discours de juin 1840 en tant que président sortant de la College Historical Society est la première déclaration explicite de croyance en la nation irlandaise.
Bien que, contrairement à Davis, de langue maternelle irlandaise, O'Connell ne partage pas ce nationalisme culturel. O'Connell déclare que "l'utilité supérieure de la langue anglaise, en tant que moyen de toute communication moderne" est une considération trop grande pour qu'il regrette "l'abandon progressif" de l'irlandais.

## Différences avec Daniel O'Connell
Davis soutient Association pour l'abrogation d'O'Connell à partir de 1840, dans l'espoir de restaurer, sur une base réformée, un parlement irlandais à Dublin. Il y a des tensions, et une scission ouverte avec O'Connell se développe en 1845 sur la question de l'éducation non confessionnelle, lorsque la véhémence de l'opposition d'O'Connell rencontre le refus de Davis. Avant certains évêques catholiques, O'Connell a dénoncé comme «impies» les trois nouveaux Queens Colleges dans lesquels le château de Dublin propose d'éduquer catholiques et protestants ensemble sur une base non confessionnelle.
Lorsque, dans The Nation, Davis plaide que "les raisons d'une éducation séparée sont des raisons pour [une] vie séparée". O'Connell accuse Davis d'avoir suggéré que c'est un "crime d'être catholique" et s'est déclaré satisfait de prendre position "pour la vieille Irlande". Davis, Duffy et d'autres dans le cercle autour de The Nation qu'il appelle maintenant Young Irelanders - pour O'Connell une référence peu flatteuse à la Jeune Italie anticléricale et insurrectionnelle de Giuseppe Mazzini.
Une autre rupture avec O'Connell se forme sur la question d'une voie vers un éventuel compromis entre l'Union et l'Abrogation. Tout en insistant sur le fait qu'il "ne demanderait jamais ni ne travaillerait" pour rien de moins qu'une législature indépendante, O'Connell a suggéré qu'il pourrait accepter un "parlement subordonné" (une législature irlandaise avec des pouvoirs dévolus à Westminster) comme "une étape". Contrairement à certains de ses collègues de The Nation, Davis ne rejette pas cela par principe. Mais tandis qu'O'Connell cherche un compromis à Westminster, Davis cherche un accord avec le « fédéraliste » William Sharman Crawford (en), un représentant de l'Ulster protestant auquel O'Connell semble tourner le dos,.

## Décès
Malgré leurs différences, O'Connell est bouleversé par la mort précoce et soudaine de Davis. Davis meurt de la scarlatine en 1845 à l'âge de 30 ans. Il est enterré au cimetière Mount Jerome de Dublin.

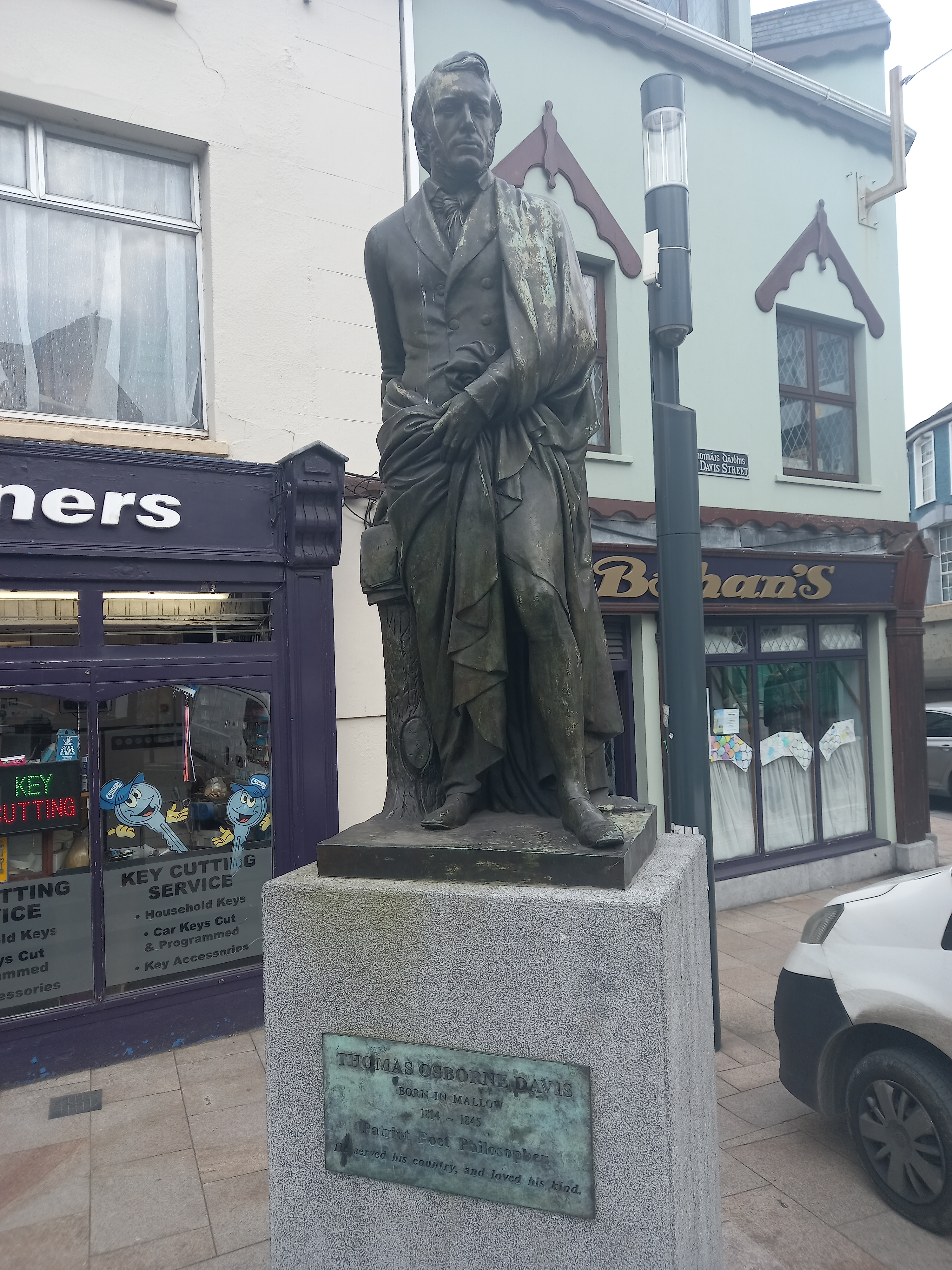
Statue à Mallow

Davis a composé un certain nombre de chansons, dont des chansons rebelles irlandaises, telles que « The West's Asleep », « A Nation Once Again », « In Bodenstown Churchyard », et « Lament for Owen Roe O'Neill ». En plus de nombreuses contributions à des périodiques et des journaux, il a écrit un mémoire de Curran, l'avocat et orateur irlandais, préfixé à une édition de ses discours, et une histoire du Parlement patriote de 1689 ; d'autres projets littéraires sont laissés inachevés par sa mort prématurée.
Une statue de Davis, créée par Edward Delaney, est dévoilée sur College Green, Dublin, en 1966, en présence du président irlandais, Éamon de Valera.
La rue principale de sa ville natale de Mallow s'appelle Davis Street, qui contient une statue en bronze de Davis conçue par le sculpteur Leo Higgins. L'une des écoles secondaires de Mallow, Davis College, porte son nom.
Un certain nombre de clubs de la Gaelic Athletic Association à travers le pays portent également son nom, dont un à Tallaght, Dublin et un à Corrinshego, comté d'Armagh.
Fort Davis, à l'entrée de Cork Harbour, porte son nom. Thomas Davis Street, près de Francis Street à Dublin 8, porte également son nom.

## Sources
- Fintan Cullen, Sources in Irish Art: A Reader, Cork University Press, 1854
- Thomas E Hachey, The Irish Experience Since 1800: A Concise History, M.E. Sharpe, 2010 (ISBN 978-0765628435)
- King, « Herder & Human Identity », Philosophy Now, no 112,‎ 2016
- Moody, « Thomas Davis and the Irish Nation », Hermathena, vol. 103, no 103,‎ 1966, p. 5–31 (JSTOR 23039825)
- Helen Mulvey, Thomas Davis and Ireland: A Biographical Sketch, Catholic University of America Press, 2003 (ISBN 978-0813213033, lire en ligne)
- Penet, « Thomas Davis, 'The Nation' and the Irish Language », An Irish Quarterly Review, vol. 96, no 284,‎ 2007, p. 433–443 (JSTOR 25660516)